# مصطفی فاتح
مصطفی فاتح (اسفند ۱۲۷۴ - شهریور ۱۳۵۷) سیاستمدار، نویسنده، بانکدار و معاون شرکت نفت ایران و انگلیس بود. وی در سال ۱۲۷۴ در اصفهان به دنیا آمد پدرش احمد خان فاتح‌الملک فرمانده قشون اصفهان بود. او نویسنده کتاب پنجاه سال نفت ایران است.

## تحصیلات
تحصیلات ابتدائی را در اصفهان گذراند. سپس به تهران نقل مکان نموده و وارد مدرسه آمریکائی شد و پس از ۵ سال در سال ۱۲۹۳ برای ادامه تحصیلات به آمریکا سفر کرد. پس از ورود به آمریکا ابتدا در رشته پزشکی در دانشگاه جان هاپکینز مشغول تحصیل گردید، ولی به زودی علاقه‌مند رشته اقتصاد شده و به دانشگاه کلمبیا عزیمت نمود و موفق به اخذ لیسانس اقتصاد گردید و از پایان‌نامه خود با عنوان «وضع اقتصادی ایران» دفاع کرد.

## فعالیت‌ها
فاتح پس از مراجعت به ایران در سال ۱۲۹۹ در شرکت نفت ایران و انگلیس مشغول به کار شد و به تدریج ترفیع درجه یافت، ابتدا معاون مدیر کل شرکت، و بعد از چند سال ریاست اداره پخش مواد نفتی را عهده‌دار بود.
در هرج و مرج بعد از برکناری رضا شاه در ۱۳۲۰، او اقدام به تأسیس جمعیت ضد فاشیست، و انتشار روزنامه‌ای بنام «مردم» نمود. عده‌ای از اعضاء حزب توده که در زمان رضا شاه زندانی بودند و اکنون با کمک و مساعدت فاتح آزاد شده بودند با این جمعیت همکاری می‌نمودند. همکاری روسیه و انگلیس در ارتباط با جنگ دوم جهانی و شرکت اعضاء حزب توده و همکاری آنان با فاتح و شرکت نفت، باعث اعطای لقب توده - نفتی به آنان گردید.
در سال ۱۳۲۲ حزب «همراهان» را که مرام سوسیالیستی داشت تأسیس کرد و خودش دبیر کل حزب بود. روزنامه «امروز و فردا» ارگان رسمی حزب بود و شعار ملی شدن منابع کشور، بهداشت برای همه و آموزش رایگان را تبلیغ می‌کرد.
فاتح در سال ۱۳۲۶ فعالیت‌های سیاسی را کنار گذاشت و در پست اداری معاونت شرکت به خوزستان رفت و پس از جریان ملی شدن صنعت نفت در سال ۱۳۳۰ بازنشسته گردید. فاتح با همکاری عباس نراقی و مهدی لاله در سال ۱۳۳۱ اقدام به تأسیس بانک تهران نمود که تا سال ۱۳۵۵ فعالیت داشت.
مصطفی فاتح در فروردین ۱۳۵۷ در انگلستان اقامت گزید و در شهریور همان سال فوت نمود. محمد رضا پهلوی او را عامل انگلیس می‌نامید و از بنیان‌گذاران حزب توده می‌پنداشت.

## آثار
مصطفی فاتح خاطرات خود را طی سال‌های خدمتش در کتابی به نام ۵۰ سال نفت ایران گردآوری کرده‌است. این کتاب در اوایل سال ۱۳۳۵ انتشار یافت. در جلد دوم این کتاب پیرامون قرارداد کنسرسیوم افشاگری‌هایی شده بود و آماده چاپ بود که در شهریور ۱۳۳۷ مأمورین سازمان امنیت به خانه وی ریختند و او را بازداشت نموده و کلیه اسناد و مدارک را همراه خود بردند. چند روز بعد محمدرضا پهلوی به ابوالحسن ابتهاج گفته بود که در منزل فاتح اسنادی پیدا شده که نشان می‌دهد او آدم انگلیس‌ها است. ساعت ۸ بعد از ظهر روز پنجم بهمن‌ماه ۱۳۴۳ شاه در یک مصاحبه تلویزیونی اظهار کرد: بعد از شهریور ۱۳۲۰ انگلیس‌ها حزب توده را به دست شخصی به نام مصطفی فاتح تأسیس کردند.
.
کتابها: «پول و بانکداری»، «پیشنهاد واژه‌های دانش سودورزی»، «راه پیشرفت در خط فارسی»
مقاله‌ها:«راه آهن بغداد به حیفا»، «توسعه خطوط آهن ایران»، «هنگامه نفت در شرق نزدیک»
و مقاله‌های دیگر